# الكوكب الوحيد (فلم)
الكوكب الوحيد (بالإنجليزية: The Loneliest Planet) هو فيلم إثارة أُنتج في الولايات المتحدة وصدر في عام 2011 من تأليف وإخراج جوليا لوكتيف، وبطولة جايل جارسيا برنال وهاني فورستنبرغ والجورجي بيدزينا غوجابيدزه.

## ملخص قصة
عندما تنحرف رحلة زوجين ذهبا معًا في مغامرة إلى جبال القوقاز، يظهر شخص غامض يضع حياتهما في خطر كبير، ليكتشفا حقائق عن علاقتهم.

## العرض
عُرض الفيلم لأول مرة دوليًا في مهرجان لوكارنو السينمائي الدولي لعام 2011  وعرضه الأول في أمريكا الشمالية في مهرجان تورونتو السينمائي الدولي 2011. ثم تم عرضه خلال مهرجان نيويورك السينمائي ،  ومهرجان لندن السينمائي، ومهرجان AFI 2011 في لوس أنجلوس،

## الجوائز
حيث فاز الفيلم بجائزة لجنة التحكيم الكبرى. في 24 مارس 2012 ، حصل على الجائزة الأولى في مهرجان لاس بالماس دي غران كناريا السينمائي الدولي ، حيث فازت الممثلة هاني فورستنبرغ أيضًا بجائزة أفضل ممثلة. في 14 أبريل 2012 ، فاز الفيلم أيضًا بجائزة في مهرجان إسطنبول السينمائي الدولي الحادي والثلاثين.

## ممثلون
- جايل جارسيا برنال
- هاني فورستنبرج
- بيدزينا جوجابيدزه
- أميران جودرشوري

## روابط خارجية
مقالات تستعمل روابط فنية بلا صلة مع ويكي بيانات